# Walter Kellermann
Walter Kellermann (* 1923; † 1990) war ein deutscher Buchillustrator, Comiczeichner und -autor. Eine größere Bekanntheit erlangte er als Zeichner der im Walter Lehning Verlag erschienenen Silberpfeil-Comics.
Zu Beginn seiner Karriere zeichnete Kellermann für den Gerstmayer Verlag einige Abenteuer der Reihe Testpilot Speedy. Sein Studienfreund Hansrudi Wäscher führte ihn beim Walter Lehning Verlag ein. Dort übernahm er ab Heft 51 die ursprünglich von Benedetto Resio gezeichnete Serie Silberpfeil und führte sie bis Heft 165 fort. Als vom Comic Club Hannover und vom Dargatz Verlag die Silberpfeil-Reihe nachgedruckt wurde, wurde die Reihe von Kellermann um einige Abenteuer ergänzt. Darüber hinaus zeichnete er während der Hochzeitsreise von Wäscher in den 1950er Jahren die Hefte 202 bis 206 der Comicreihe Sigurd.
Ab Mitte der 1950er Jahre arbeitete er vorwiegend für die Hannoveraner Verlagshäuser A. Weichert sowie den Neuen Jugendschriften-Verlag, zu dessen Abenteuerbüchern (Karo-Bücher, so genannt wegen einer roten Raute auf dem Einband) er die Textzeichnungen und Schutzumschläge beitrug und mit dem Kürzel wak signierte.